# Almindelig stedmoderblomst
Almindelig stedmoderblomst (Viola tricolor) er en 5-30 cm høj urt, der vokser på sandet jord. Der findes i Danmark to underarter. De afviger en del fra hinanden, og beskrivelsen herunder drejer sig hovedsagelig om den enårige, ukrudtsagtige Viola tricolor ssp. tricolor, der normalt blot kaldes alm. stedmoderblomst.

## Beskrivelse
Almindelig stedmoderblomst er en enårig urt med en opstigende vækst. Stænglerne er glatte og ofte forgrenede. De bærer spredte blade, som er smalt ægformede med bugtet rand. Hvert blad har store, bladagtige fodflige, som er lancetformede. Oversiden af blade og fodflige er græsgrøn, mens undersiden er lidt lysere.
Blomstringen sker i maj-september, hvor man ser de uregelmæssige blomster sidde nikkende og endestillet på særlige skud. Blomsterne har i reglen to violette, to lilla og et gult kronblad. Frugterne er kapsler med mange frø.
Rodnettet består af én eller nogle få lodrette hovedrødder, som bærer forholdsvis få siderødder.
Højde x bredde og årlig tilvækst: 0,20 x 0,15 m (20 x 15 cm/år).

## Voksested
Almindelig stedmoderblomst er almindelig i Danmark på sandet jord. I øvrigt er den enårige underart (ssp. tricolor) trængt ind som ukrudt i afgrøder på let jord. Her findes den sammen med den gængse ukrudtsflora.
I vestjyske klitter er arten især knyttet til samfund med havtorn som dominerende art. Her findes den sammen med bl.a. blåmunke, alm. kongepen, alm. kællingetand, markarve, femhannet hønsetarm, markfrytle, rødknæ, sandhjælme, smalbladet høgeurt og tidlig dværgbunke.
Bemærk ved at sammenligne de to sæt indikatorværdier, hvordan alm. stedmoderblomst (ssp. tricolor) er blevet ukrudt ved at give køb på mange af de krav, som den anden stiller.
| Klitstedmoderblomst (ssp. curtisii) |       |       |       |       |       |
| L = 8                               | T = 7 | K = 2 | F = 3 | R = 6 | N = 3 |

| Alm. stedmoderblomst (ssp. tricolor) |       |       |       |       |       |
| L = 7                                | T = x | K = x | F = 4 | R = x | N = x |

## Underarter
- Viola tricolor ssp. tricolor – den her beskervene underart, som optræder ukrudtsagtigt på marker og i haver på let jord
- Viola tricolor ssp. curtisii (klitstedmoderblomst) er en lav flerårig urt med forgrenede jordstængler, der mest findes i klitter

## Billeder
- Viola tricolor
- Viola tricolor
var. tricolor
- Viola tricolor
- Viola tricolor
var. maritima
- Viola tricolor
- Viola tricolor
- Viola tricolor
- Viola tricolor
- Viola tricolor
var. maritima

| Portal | Portal:Botanik |